# Phantom Anthem
Phantom Anthem è l'ottavo album in studio della band metalcore melodica americana August Burns Red. L'album è stato pubblicato il 6 ottobre 2017 con l'etichetta Fearless Records . L'album raggiunse la vetta al numero 19 della Billboard 200.
Metacritic, con quattro valutazioni da parte di critici selezionati, gli ha assegnato un punteggio di 82 su 100, dando all'album un plauso universale. James Christopher Monger, di AllMusic, dà l'album 4/5 stelle e ha dichiarato che Phantom Anthem offre "un set di 11 tracce bilanciato, brutale e quasi inesorabilmente efficiente che sfrutta abilmente ogni centimetro di spazio sonoro a suo vantaggio".
August Burns Red ha ricevuto una nomination ai Grammy per la canzone Invisible Enemy nella categoria "Best Metal Performance".

## Tracce
1. King of Sorrow – 4:06
2. Hero of the Half Truth – 5:04
3. The Frost – 4:50
4. Lifeline – 5:38
5. Invisible Enemy – 4:41
6. Quake – 4:09
7. Coordinates – 5:12
8. Generations – 6:03
9. Float – 4:16
10. Dangerous – 4:23
11. Carbon Copy – 5:43